# Α-氨基-ε-脒基己酸
α-氨基-ε-脒基己酸（英語：Indospicine），又称穗花木蓝氨酸，是一种非蛋白氨基酸，在槐蓝属植物中发现，在结构上与精氨酸相似。
其对哺乳动物有毒，可引起肝损害和流产。狗对其毒性非常敏感，在吃了曾摄入槐蓝属植物的食草动物后可能会导致生病或死亡。

## 历史
多年来，人们已知穗花木蓝（Indigofera spicata）对牛、兔子和羊有毒。而且该植物的叶和种子都有毒性，其中叶片中还含有β-硝基丙酸，这种物质会影响鸡，但在种子中未发现这种物质。M.P. Hegarty和A.W. Pound通过检查该植物毒素对小鼠肝脏的影响进行了分离实验。他们对强碱处理后的种子中提取到的化学物质进行吸收透析和纸层析分离，并用茚三酮来显示不同物质条带的在纸上的位置。他们将每一个条带分别剪下来一一对小鼠进行测试，发现只有一条带具有肝毒性，随后他们对该物质进行鉴定并确认了其结构，由此确定其为α-氨基-ε-脒基己酸。

## 性质
在pH 2 - 10.5之间，α-氨基-ε-脒基己酸为单负电荷离子（ROO-）。在强碱条件下其会分解成氨和酰胺；在强酸条件则会生成L-α-氨基庚二酸。
与茚三酮反应会产生紫色，与硝普盐试剂反应，会呈现黄色，表明它不是胍衍生物。